# Holiday on Ice
Holiday on Ice е шоу на лед, което към 2025 г. е собственост на Medusa Music Group GmbH, дъщерно дружество на CTS EVENTIM, най-големият дистрибутор на билети в Европа, със седалище в Бремен, Германия.

## История
Holiday on Ice е създадено в Съединените американски щати през декември 1942 г. Идеята е на Емъри Гилбърт от Толедо, Охайо, инженер и строител, който създава преносима ледена пързалка. Той представя идеята си за пътуващо шоу на Морис Чалфен, мениджър от Минеаполис, който осигурява финансирането, и на Джордж Тайсън, който използва театралния си опит, за да създаде шоуто.
Първото международно пътуване на шоуто е в Мексико през 1947 г. През 1946 г. компанията се разширява с още едно ледено шоу и второстепенно звено – Ice Vogues, което поема продукцията от последния сезон на Holiday on Ice и я удължава с още една година, като спира в Куба и Хаваите. След това Vogues осъществява турнета в Централна и Южна Америка, докато Holiday on Ice остава в Северна Америка. След 1956 г. Ice Vogues се превръща във второ звено на Holiday on Ice.
След закриването на нейната трупа Соня Хени се присъединява към Holiday on Ice през 1953 г. и остава част от шоуто до 1956 г. Първото ѝ представление с трупата е в Париж, а последното ѝ шоу е в Южна Америка.
САЩ са представени от Holiday on Ice на Световното изложение в Брюксел през 1958 г. През 1959 г. новата програма за културен обмен позволява на компанията да пътува до Русия. По време на шоуто Holiday on Ice на 31 октомври 1963 г. в Колизеума на щата Индиана изтича газ и последва експлозия, при която загиват 74 души.
През 1964 г. всички собственици с изключение на Морис Чалфън продават дяловете си в Holiday on Ice в Северна Америка на Madison Square Garden Corporation, като Чалфън запазва собствеността си върху международното турне Holiday on Ice и остава изпълнителен продуцент на компанията в Северна Америка.
Най-късно през август 1971 г. General Ice Shows, Inc., дъщерно дружество на Medical Investment Corporation (Medicor) на Томас Скалън и компания майка на Ice Follies, закупува Holiday on Ice (Северна Америка) от Chalfen и Madison Square Garden Company. По това време Чалфън е закупил конвертируеми подчинени облигации на Medicor на стойност 2,2 млн. щатски долара, които при конвертирането им в акции биха превърнали Чалфън в най-големия акционер на Medicor. Скалън кара Medicor да се бави с регистрацията на облигациите и продава 400 000 акции на Medicor на Артър Вирц. След съдебни дела, заведени от Чалфън и Вирц през 1976 г., Вирц придобива собствеността върху двете шоу програми.
През 1979 г. компанията Irvin & Kenneth Feld Productions на Mattel купува Ice Follies и Holiday on Ice (USA) от чикагската компания Wirtz за 12 милиона долара.
През 1980 г. Ice Follies се слива с Holiday on Ice и през 1980 и 1981 г. се играе като комбинирано шоу. Първият Disney's World on Ice започва да гастролира през 1981 г.

### Международна компания
През 1964 г. Чалфън получава собствеността върху международното турне Holiday on Ice, като отделя собствеността от базираната в Северна Америка компания.
След няколко смени на собствеността днес представлението е най-вече в Европа, където има само две продукции. През 1996 г. компанията е закупена от Endemol Entertainment.
На 2 октомври 2014 г. германската Medusa Music Group GmbH, дъщерно дружество на CTS EVENTIM, най-големият дистрибутор на билети в Европа, придобива 50% от Stage Entertainment Touring Productions и Holiday on Ice; компанията придобива останалите 50% две години по-късно, на 8 юли 2016 г. По този начин Holiday on Ice става германско дружество, в което Stage Entertainment вече не участва.